# Radiologia del sistema linfatico
La radiologia del sistema linfatico (radiologia tradizionale, ecografia, tomografia computerizzata, imaging a risonanza magnetica) consente di indagare numerose patologie a carico dei linfonodi, delle vie linfatiche e degli organi linfoidi. Le malattie del midollo osseo non sono trattate in questa voce, in quanto già illustrate in Radiologia del sistema osteo-articolare e nelle sue sottovoci.

## Indicazioni

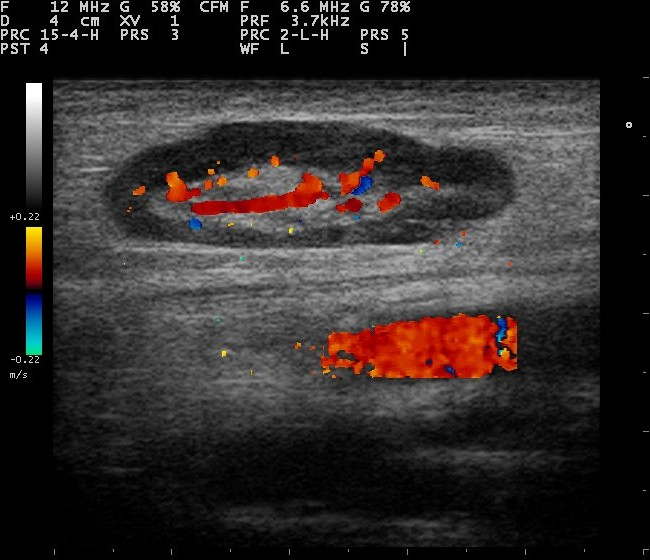
Un linfonodo studiato mediante metodica color-doppler

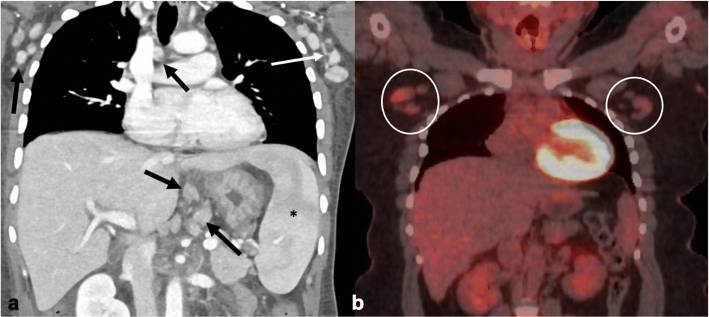
Linfonodi reattivi in un paziente HIV positivo che presentano captazione aspecifica alla PET con fluorodesossiglucosio. In questo caso l'imaging TC è dirimente nell'interpretazione dell'uptake di radiofarmaco

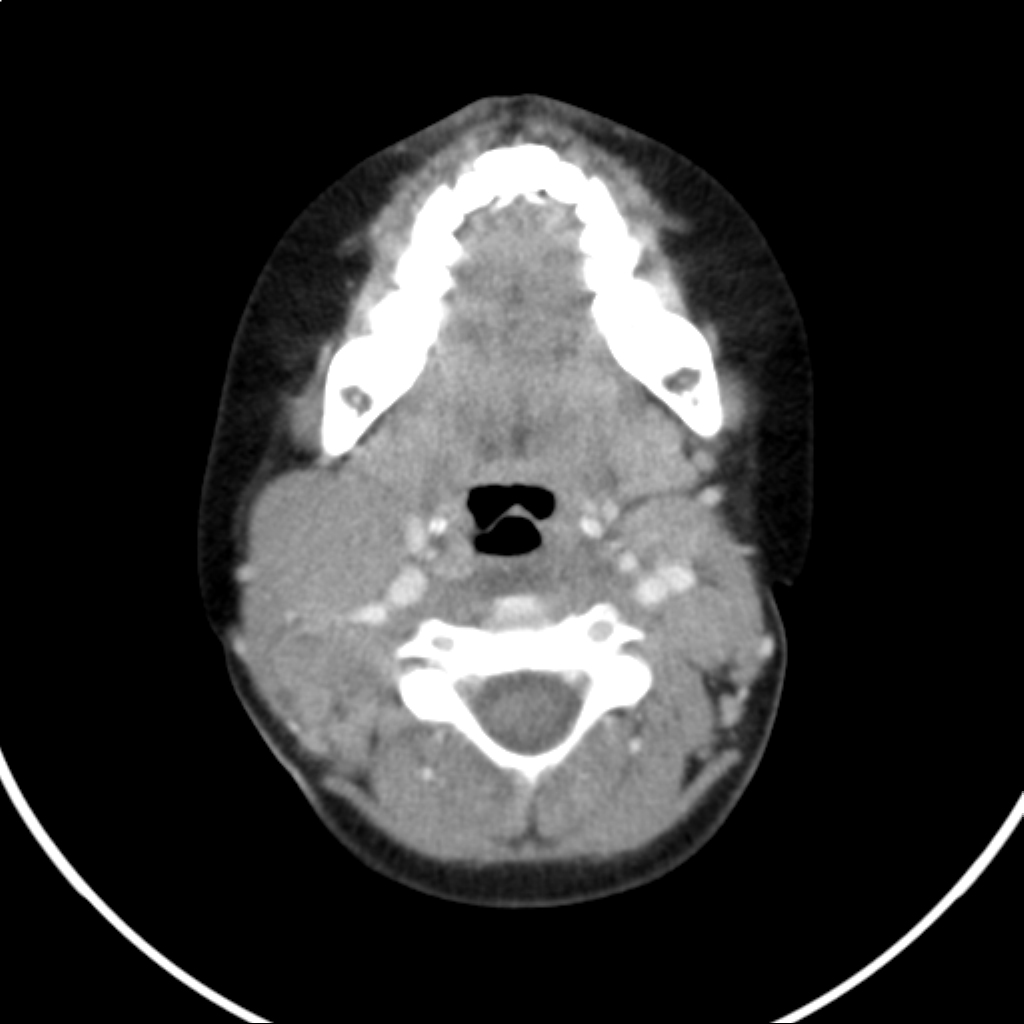
Localizzazioni linfonodali laterocervicali di linfoma non-Hodgkin rilevate mediante TC

L'ecografia può essere utilizzata efficacemente (mediante sonde al alta frequenza: 10-15 MHz) solo per studiare le stazioni linfonodali superficiali (collo, ascella, inguine) in quanto il fascio ultrasonoro non è in grado di raggiungere i linfocentri profondi. È possibile, mediante l'ecografia, discernere linfonodi affetti da patologia benigna rispetto a quelli invasi da cellule neoplastiche osservandone la sede, le dimensioni (quelli benigni di solito sono meno grandi di un centimetro di diametro), la presenza o meno dell'ilo (assente nelle stazioni linfonodali invase da cellule neoplastiche), la forma (i linfonodi benigni sono rotondi o ovali), lo spessore, la tendenza al comblomamento, le caratteristiche del parenchima e la sua vascolarizzazione (rilevabile mediante la metodica ecodoppler. Una vascolarizzazione a partenza dall'ilo è un indice di benignità, una anarchica di malignità). L'ecografia è anche utilizzabile per studiare il tessuto linfoide intestinale o localizzato a livello degli organi parenchimatosi.
La radiologia tradizionale consente di evidenziare eventuali adenopatie mediastiniche mediante la radiografia del torace, come anche segni di occlusione intestinale causate da iperplasia del tessuto linfoide mediante la radiografia dell'addome. La linfografia si effettua invece iniettando un mezzo di contrasto selettivo per il sistema linfatico a livello delle estremità degli arti, permettendo quindi la visualizzazione dell'anatomia delle vie linfatiche a tali livelli. Quest'ultimo esame è particolarmente utile nello studio del linfedema.
La tomografia computerizzata (TC) multistrato, che utilizza scansioni sottili (spesse da 1 a 3 mm) e un mezzo di contrasto somministrato per via endovenosa, consente di studiare in dettaglio le strutture linfonodali superficiali ed anche profonde. La TC permette di misurare le dimensioni e di studiare la forma dei linfonodi, ma non è in grado di studiarne la struttura interna. Per tali motivi, usando la sola TC, è spesso impossibile distinguere un linfonodo reattivo da uno neoplastico. Tendenzialmente, utilizzando la TC, i linfonodi con diametro maggiore di un centimetro sono da considerare patologici. In oncologia la TC è comunque uno degli esami più utilizzati per studiare il coinvolgimento linfonodale da parte della malattia ed i rapporti anatomici delle metastasi con le strutture vicine. L'utilizzo di un mezzo di contrasto somministrato per via orale permette poi di distendere le anse intestinali, facilitando lo studio delle stazioni linfonodali in questo distretto. La TC è inoltre utilizzata per guidare eventuali biopsie.
La risonanza magnetica (RM), come la TC, permette di studiare sia le stazioni linfonodali superficiali sia quelle profonde, ma anche questa tecnica non consente di distinguere le adenopatie reattive da quelle neoplastiche. Normalmente i linfonodi presentano segnale ipointenso nelle sequenze T1 pesate e lievemente iperintenso in quelle T2 pesate. Un linfonodo con aumentata cellularità (sia infiammatorio che neoplastico) presenta di solito un incrementato segnale nelle sequenze T2 pesate. Esistono in commercio mezzi di contrasto per RM costituiti da nanoaggregatui ferrosi, che vengono fagocitati dalle cellule del sistema reticolo-endoteliale. Questo processo porta a una caduta di segnale nelle sequenze T2 pesate nelle aree non affette da patologie. La Angio-RM consente inoltre di studiare in dettaglio i rapporti anatomici fra le lesioni sospette e le strutture vascolari.

## Milza

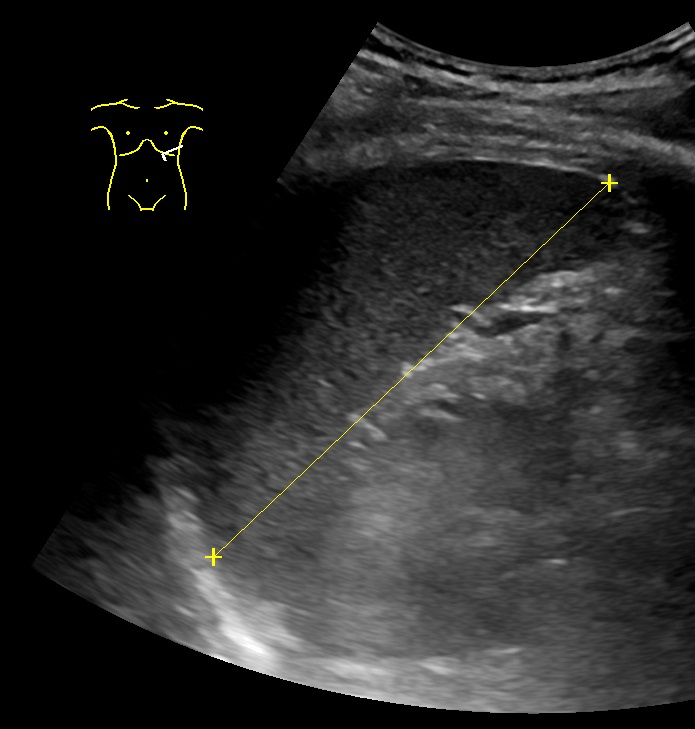
Misurazione ecografica del diametro longitudinale della milza

La milza è un organo linfoide situato nell'addome in sede postero-laterale sotto il diaframma. Non è un organo indispensabile alla vita, in quanto le sue funzioni di emocateresi, immunitaria e di riserva possono essere svolte anche da altri organi se questa viene asportata. È un organo spesso soggetto a rotture in seguito a traumi.
L'ecografia è utilizzabile per valutare, forma, dimensioni, struttura, rapporti anatomici e presenza di alterazioni focali a carico di questo organo (è meno efficace nel rilevare alterazioni diffuse, come avviene nei linfomi). Il parenchima di norma appare omogeneo e lievemente ipoecogeno rispetto al fegato. Mediante la metodica doppler è possibile studiare i vasi tributari e rilevare eventuali aneurismi. I diametri dell'organo sono misurabili in modo accurato mediante scansioni oblique intercostali. Di solito si misurano un diametro longitudinale ed uno ilo-capsulare (dall'ilo splenico all'apice della grande curvatura splenica). I valori normali di queste misure sono minori di 11 e 5 cm rispettivamente.
Alla TC l'organo normale appare omogeneo, con una densità compresa fra le 55 e le 65 unità Hounsfield (HU). Lo studio senza mezzo di contrasto è utile solo nel rilevare emorragie recenti. La fase parenchimale dopo somministrazione è la più importante nel caratterizzare le lesioni spleniche, in quanto in fase arteriosa il parenchima è di norma molto disomogeneo.
La Risonanza Magnetica con mezzo di contrasto e mediante le sue numerose sequenze consente di caratterizzare le lesioni spleniche in modo molto accurato. Nelle sequenze T1 pesate la milza è di norma ipointensa rispetto al fegato, mentre appare iperintensa nelle sequenze T2 pesate. Dopo somministrazione di mezzo di contrasto il pattern di enhancement si presenta dapprima arciforme e poi omogeneo.
L'angiografia ha valenza soprattutto interventistica nel trattamento di aneurismi e ipersplenismo. È utile anche nello studio della milza migrante e del tronco spleno-portale.

### Varianti anatomiche
Le tecniche di imaging radiologico sono molto utili nel rilevare anomalie congenite come le milze accessorie, la polisplenia e l'asplenia (milze multiple possono ingrandirsi in seguito a splenectomie o linfomi). La splenosi (impianto di tessuto splenico in sede peritoneale o polmonare dopo traumi) e la milza migrante (da lassità dei legamenti che la fissano) possono essere altrettanto facilmente identificate.

### Traumi

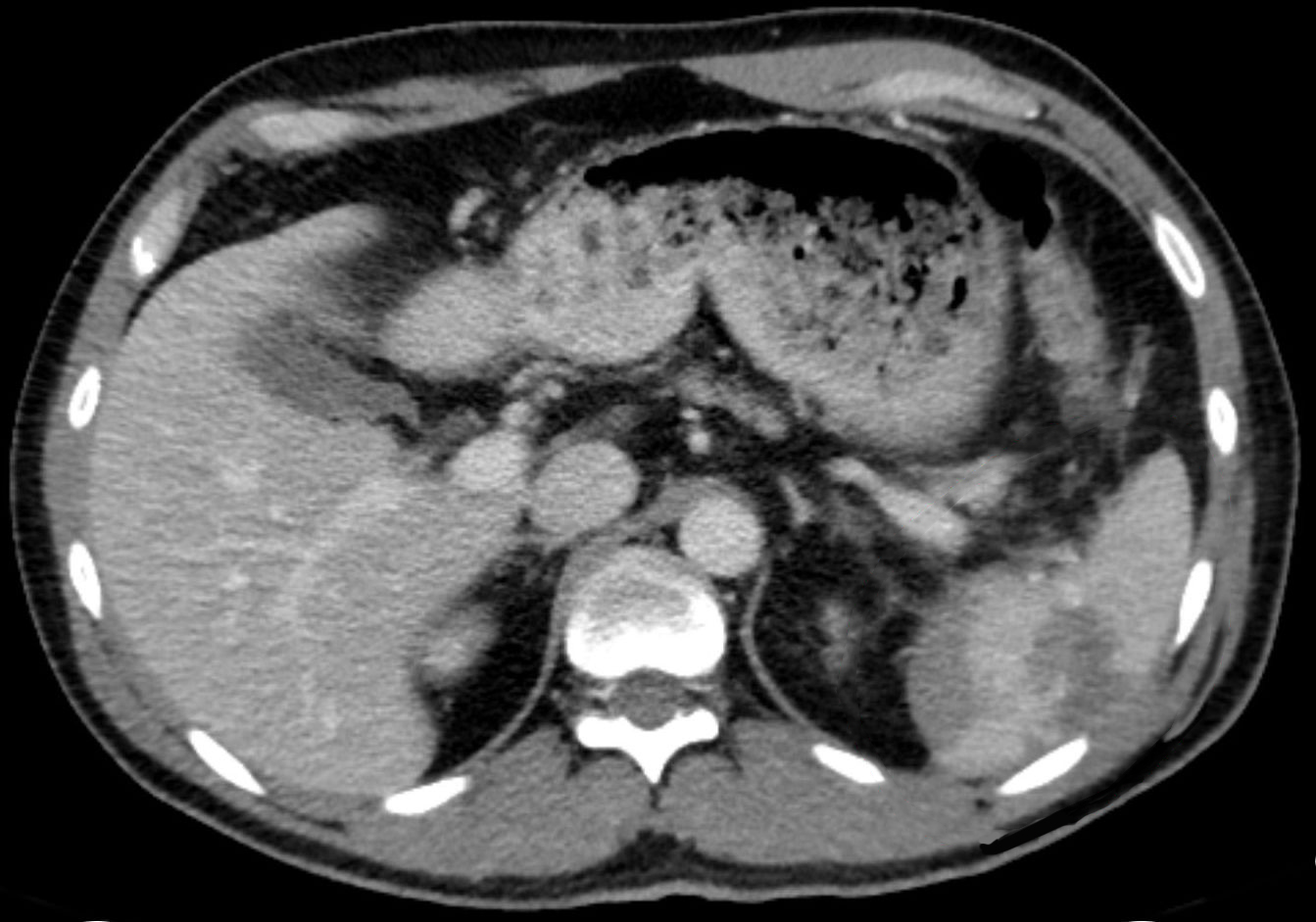
rottura di milza

I traumi splenici sono molto frequenti e possono essere di tipo penetrante, iatrogeno (se la causa è un intervento chirurgico), oppure non penetrante (la trazione esercitata dalle strutture adiacenti causa la rottura dell'organo). La milza può anche rompersi senza subire traumi (rottura spontanea). Ecografia e TC identificano con molta precisione le raccolte ematiche che si formano in seguito a questi eventi, così come l'eventuale emoperitoneo conseguente. Un ematoma splenico è iperecogeno e iperdenso fino a 24 ore dalla sua genesi, per poi diventare sempre più ipodenso e anecogeno. La RM consente di documentare a livello del trauma le variazioni della struttura dell'emoglobina. La TC in tali casi è l'esame di scelta, in quanto nel politraumatizzato consente anche un'indagine di tutto il corpo.

### Cisti non neoplastiche
Le cisti spleniche non neoplastiche sono di 3 tipi:
- cisti idatidee (da echinococco)
- epitaliali congenite
- pseudocisti post-traumatiche

La milza è coinvolta nelle infezioni da echinococco solo nel 5% dei pazienti, con spesso contemporaneo coinvolgimento di altri organi (specie il fegato). Alla TC tali cisti appaiono ipodense, senza rinforzo dopo somministrazione di mezzo di contrasto, ben circoscritte, con calcificazioni a livello della parete ed a volte deformazione del profilo dell'organo ed aspetto multiloculato. In ecografia le cisti da echinococco spleniche si presentano anecogene con rinforzo a livello della parete posteriore. In RM si osserva in tali casi ipointensità nelle sequenze T1 pesate e iperintensità molto disomogenea nelle sequenze T2 pesate. Le cisti figlie alle sequenze T1 pesate appaiono più ipointense della cisti madre.
Le cisti epitaliali congenite sono spesso singole. In TC appaiono ipodense, ben circoscritte ed omogenee.  Non si osserva in tale caso potenziamento dopo mezzo di contrasto e a volte sono evidenti trabecolature o setti. In RM tali cisti appaiono ipointense nelle sequenze T1 pesate e iperintense in quelle T2 pesate.
Le cisti post-traumatiche cambiano di aspetto a mano a mano che trascorre tempo dal trauma, presentano spesso calcificazioni parietali e sedimentazioni periferiche. Anche il segnale RM varia col tempo trascorso dal trauma; le cisti con contenuto iperproteico appaiono iperintense nelle sequenze T1 pesate e con potenziamento periferico.

### Ascesso
Gli ascessi multipli della milza sono perlopiù evidenti nei pazienti immunodepressi. All'ecografia l'ascesso splenico appare come un'area ipoecogena che presenta un rinforzo a livello della sua parete posteriore. In TC l'ascesso appare come area ipodensa. Nelle sepsi da candida è possibile osservare multiple piccole lesioni ed occlusione delle arteriole con conseguenti aree infartuali. In RM gli ascessi sono ipointensi nelle sequenze T1 pesate e iperintensi in quelle T2 pesate. Dopo somministrazione di mezzo di contrasto possono mostrare enhancement periferico.

### Infarto splenico

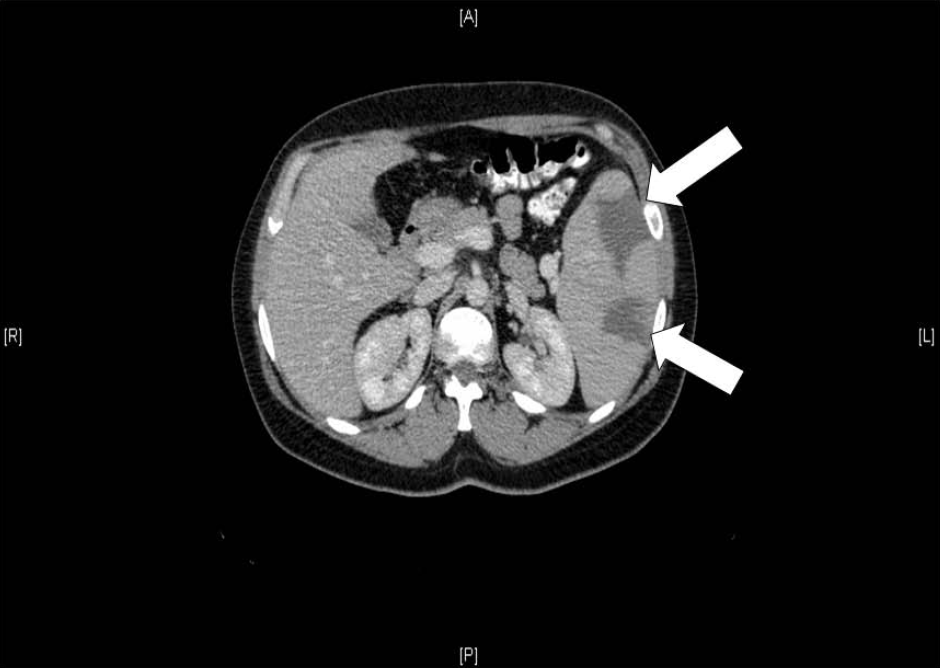
infarti splenici

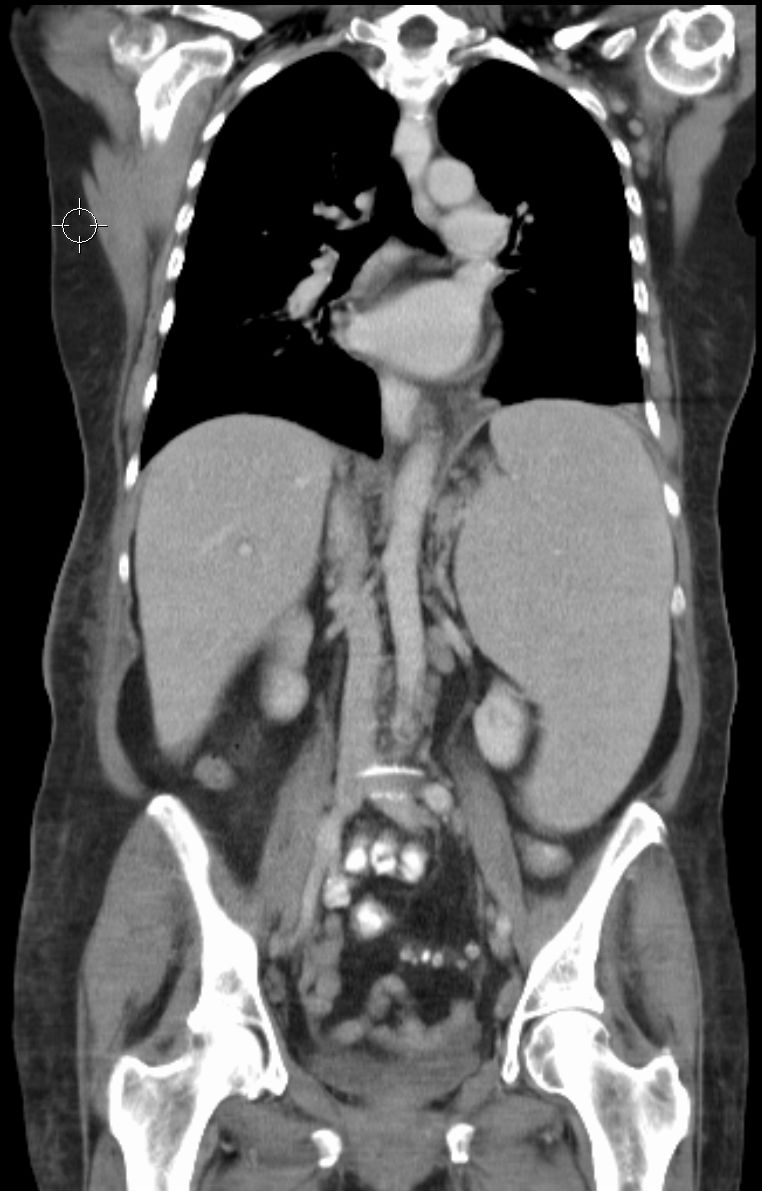
splenomegalia in un paziente con leucemia linfatica cronica

All'ecografia appare come un'area ipoecogena cuneiforme, con la base rivolta verso la periferia dell'organo e l'apice rivolto verso l'ilo. Col tempo la lesione diventa iperecogena e disomogenea in quanto il parenchima splenico viene sostituito con tessuto fibrotico e calcifico cicatriziale. Alla TC l'area infartuale inizialmente appare ipodensa e non mostra accumulo di mezzo di contrasto, per poi diventare isodensa nel tempo. A volte è possibile la comparsa di un'area cistica nella sede di un pregresso infarto splenico. Il segnale RM inizialmente è dovuto alla presenza di prodotti di degradazione dell'emoglobina e non incrementa dopo somministrazione di mezzo di contrasto; col tempo la comparsa di aree di necrosi colliquativa porta la lesione a diventare ipointensa nelle sequenze T1 pesate e iperintensa in quelle T2 pesate.

### Splenomegalia
L'ingrandimento della milza può sottendere cause molto diverse fra loro. Tutte le metodiche radiologiche sono in grado di quantificare i diametri dell'organo. L'ecografia in questi casi di solito evidenzia un'ecostruttura omogenea e con echi piccoli, con eventuale presenza in alcune forme cliniche di aree nodulari ipoecogene. TC ed RM sono molto utili nel rilevare lesioni focali anche piccole nel contesto di milze ingrandite. Nelle malattia infiammatorie l'ecostruttura mostra echi più grossolani,intensi e con irregolarità proporzionale al grado di fibrosi; un quadro simile si rileva anche misurando le variazioni di densità in TC. Nelle forme congestizie acute in TC l'arteria splenica appare piccola e con ramificazioni periferiche accentuate, mentre nelle forme croniche si osserva ingrandimento dell'arteria splenica associata a sviluppo armonico delle sue diramazioni; in tali casi l'ecografia mostra un organo normoecogeno, ma consente di valutare l'ipertensione portale mediante le metodiche doppler. La vena splenica in caso di ipertensione portale può anche presentare aneurismi.

### Tumori Benigni
I tumori benigni della milza sono rari; fra questi i più frequenti sono l'emangioma, il linfangioma e l'amartoma.
Gli emangiomi sono i tumori della milza più frequenti e sono spesso presenti anche in altri organi. Le loro dimensioni di norma non superano i 15 mm. Gli emangiomi cavernosi sono più comuni in questo distretto di quelli capillari. La variante  a cellule della sponda si presenta come nodularità multiple, è composta da canali vascolari della polpa rossa e ne esiste anche una variante maligna. In ecografia tali lesioni appaiono iperecogene e omogenee se di piccole dimensioni, altrimenti si presentano disomogenei, ipoecogeni, con contorni irregolari e calcificazioni nel loro contesto. In TC l'emangioma capillare appare come una lesione omogenea iso o iperdensa. L'enhancement dopo iniezione di mezzo di contrasto è simile a quello dell'aorta, ma meno importante. La variante cavernosa può apparire simile oppure mostrarsi isodensa rispetto al sangue e lievemente iperdensa rispetto al parenchima sano. Spesso anche in TC sono evidenti calcificazioni o componenti cistiche. La rottura emorragica di queste lesioni è frequente e ben rilevata dalla TC. I noduli di emangioma  a cellule della sponda sono ipodensi in fase portale e isointensi rispetto al parenchima in fase tardiva. In RM gli emangiomi sono iso-ipointensi nelle sequenze T1 pesate e nettamente iperintensi nelle sequenze T2 pesate. Emangiomi molto grandi possono avere aspetto disomogeneo per la presenza di aree di emorragia, trombosi o necrosi ischemica nel loro contesto. Dopo iniezione di mezzo di contrasto paramagnetico questi emangiomi possono dare enhancement omogeneo e persistente oppure periferico precoce che tardivamente diventa omogeneo o anche periferico con progressione centripeta ed evidenza di una cicatrice centrale.
Anche i linfangiomi splenici sono spesso associati ad analoghe lesioni in altri organi. Il linfangioma può essere cistico, capillare o cavernoso. La forma cistica ecograficamente appare come piccole cisti a contenuto finemente ecogeno confluenti. In TC tali cisti non accumulano mezzo di contrasto e presentano densità fra 15 e 35 HU, con a volte calcificazioni curvilinee. In RM tali lesioni sono disomogenee per la presenza di setti, ipointense nelle sequenze T1 pesate e nettamente iperintense in quelle T2 pesate. Le forme ad alto contenuto proteico sono nettamente iperintense nelle sequenze T1 pesate.
Gli amartomi sono costituiti da parenchima splenico frammisto a calcificazioni, necrosi e cisti. All'ecografia appaiono come masse ipo-isoecogene relativamente omogenee e rotondeggianti. In TC tali lesioni sono iso-ipodense e presentano lento enhancement dopo iniezione di mezzo di contrasto. In RM sono ipo-isointensi nelle sequenze T1 pesate e iperintensi in modo disomogeneo in quelle T2 pesate. L'enhancement dopo iniezione di mezzo di contrasto paramagnetico è molto variabile e disomogeneo, ma si uniforma nelle fasi tardive.

### Tumori maligni

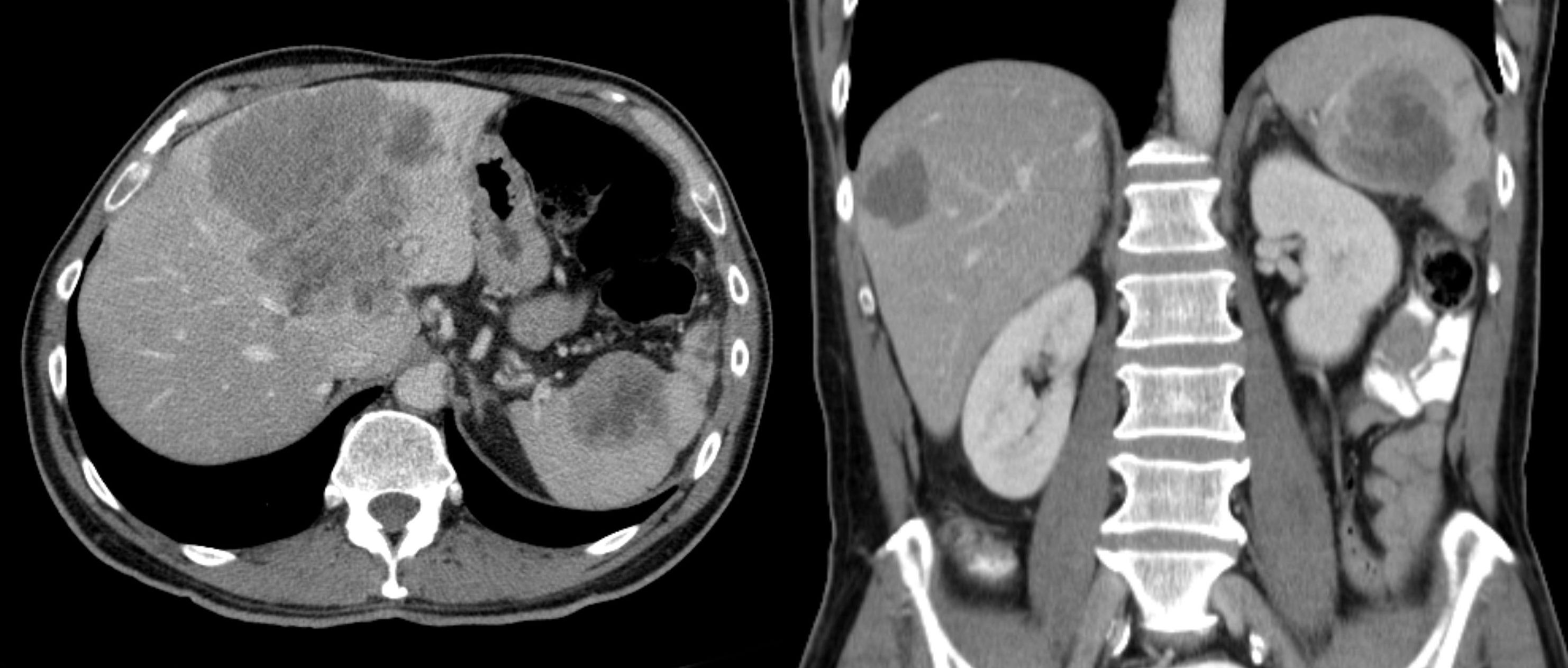
metastasi spleniche da carcinoma del colon-retto

Il tumore maligno di più frequente riscontro a livello splenico è il linfoma, che può essere primitivo o secondario. Il linfoma non Hodgkin a piccole cellule è quello primitivo di più frequente riscontro, mentre il coinvolgimento della milza da parte di una malattia linfomatosa sistemica è un fenomeno molto frequente. Tale interessamento può essere multificale, miliare o manifestarsi come splenomegalia. Nel 70% dei casi in cui la milza è interessata da linfoma è presente anche interessamento dei linfonodi para-aortici. Le lesioni voluminose possono poi andare incontro a necrosi, simulando l'aspetto di un ascesso nei pazienti con febbre. Se non è presente splenomegalia il coinvolgimento splenico da parte del linfoma di Hodgkin è esteso se sono presenti almeno 5 nodularità. In ecografia tali lesioni appaiono come nodularità ipoecogene con margini netti (in alcuni casi è visibile una sola grossa nodularità). In TC i nodi linfomatosi appaiono ipodensi, a margini mal definiti e presentano scarso potenziamento dopo somministrazione di mezzo di contrasto. Alla RM basale i linfomi spesso non sono identificabili (a volte si rileva tenue ipointensità nelle sequenze T1 pesate e tenue iperintensità in quelle T2 pesate). Dopo somministrazione di mezzo di contrasto paramagnetico l'infiltrazione diffusa presenta disomogeneo enhancement, mentre le lesioni focali no.
L'angiosarcoma è il tumore maligno non linfomatoso di più frequente riscontro a livello splenico. In ecografia appare come una grossa massa ben definita, disomogenea per la presenza di aree necrotiche ed emorragiche. Anche in TC l'aspetto di questo tumore e molto disomogeneo e variabile, mostrando eterogeneo uptake del mezzo di contrasto. In RM è simile ad un'area emorragica, con un anello periferico iperintenso in tutte le sequenze e porzione interna di aspetto molto variabile. Dopo somministrazione di mezzo di contrasto paramagnetico il comportamento è molto variabile.
Le metastasi da organi distanti all'esame ecografico possono avere aspetto molto vario, mentre alla TC appaiono ipodense, a margini poco definiti e più evidenti dopo somministrazione di mezzo di contrasto. In RM le metastasi appaiono iso-ipointense nelle sequenze T1 pesate e iperintense in quelle T2 pesate, con pattern di impregnazione del mezzo di contrasto variabile in relazione all'istotipo del tumore primitivo.

## Ruolo della medicina nucleare

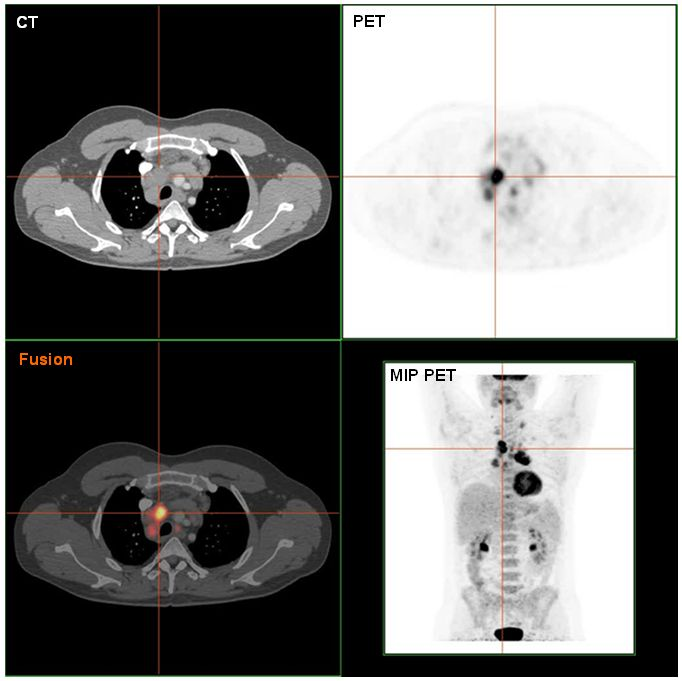
Localizzazione di linfoma di Hodgkin rilevata mediante PET-TC

La tomografia a emissione di positroni (PET) è l'esame di prima scelta nello studio dei linfomi. La PET è ormai sempre effettuata abbinata ad uno studio TC o RM coregistrato, utile per la localizzazione anatomica dei reperti PET. Anche in molte altre patologie (oncologiche e non) e mediante l'utilizzo di differenti radiofarmaci (primo fra tutti il fluorodesossiglucosio) la PET si sta imponendo come metodica di studio.
La linfoscintigrafia degli arti è utilizzabile per studiare la funzionalità delle vie linfatiche in questi distretti, utilizzando una minor dose di radiazioni ionizzanti e con maggior accuratezza rispetto alla linfografia. La ricerca del linfonodo sentinella si può avvalere anche dell'utilizzo di nanocolloidi marcati con 99mTc, che possono essere localizzati mediante immagini scintigrafiche.
La milza, oltre che mediante la FDG PET, può essere valutata con la scintigrafia con nanocolloidi e la scintigrafia con emazie marcate denaturate al calore.